# Benjamin Schwarz (Übersetzer)
Benjamin Schwarz (eigentlich Dieter Schwarz), * 18. Juni 1937 in Bernstadt in der Weide, Landkreis Oels, Provinz Niederschlesien ist ein deutscher Übersetzer. 
Benjamin Schwarz studierte Germanistik und Kunst in Göttingen und Berlin. Danach war er an der Freien Universität Berlin wissenschaftlich tätig und ist seit 1975 deutscher Übersetzer unter anderem von Douglas Adams, Woody Allen, David Bergen, Melvin Jules Bukiet, Andre Dubus, William Kotzwinkle, Tom Sharpe, Edmund White und Tom Wolfe. Schwarz lebt in Berlin.